# Brancaleone alle crociate
Brancaleone alle Crociate (en italià Brancaleone a les croades) és una pel·lícula italiana de comèdia del 1970 dirigida per Mario Monicelli el 1970, la seqüela de la famosa L'armata Brancaleone (1966), on fa una paròdia de l'Edat Mitjana.

## Sinopsi
La pel·lícula comença on acaba L'armata Brancaleone. Brancaleone da Norcia (interpretat de nou per Vittorio Gassman) és un pobre però orgullós cavaller de l'edat mitjana que dirigeix el seu estrany i despistat exèrcit de perdedors. Tot i això, perd tots els seus "guerrers" en una batalla i, per tant, coneix la personificació de la Mort (una paròdia clara del setè segell de Bergman). Després d'haver obtingut més temps per viure, forma una nova banda. Quan Brancaleone salvaun infant de sang reial, es dirigeix al Sant Sepulcre per portar-lo de nou al seu pare, Bohemon de Tàrent (Adolfo Celi), que lluita a les croades. Com en la primera pel·lícula, en la seva recerca viu una sèrie d'episodis grotescos, cadascun dels quals és una hilarant paròdia dels estereotips de l'edat mitjana. Entre ells la salvació una jove bruixa (Stefania Sandrelli) de la foguera, l'annexió d'un leprós a la banda i una reunió amb Gregori VII, en què Brancaleone ha de resoldre la disputa entre el papa i l'antipapa Climent III. En arribar a Palestina, Brancaleone obté el títol de baró del pare del noi. Per tant, és escollit campió en un torneig per resoldre la disputa entre els cristians i els sarraïns en el Setge de Jerusalem (1099). El premi per al guanyador és l'antic leprós, que de fet es revela que és una bella princesa, Berta, que va adoptar la disfressa per viatjar a Terra Santa amb relativa seguretat. Després d'haver derrotat gairebé tots els guerrers moros, Brancaleone és derrotat per un encanteri que li va llançar la bruixa, que, després d'haver-se enamorat d'ell, no va poder resistir-se veient-lo casat amb la princesa. Per tant, comença a vagar en desesperació pel desert i, de nou, la Mort arriba a reclamar-li el seu crèdit: Brancaleone, inquiet i cansat del món, ja que no té cap mena de dubte sobre morir, però demana que li pugui deixar morir de manera "cavalleresca", en un duel amb la pròpia Mort. Aquest accepta i comença l'enfrontament … després d'un ferotge intercanvi de cops, Brancaleone està a punt de ser degollat per de la Mort, però finalment és salvat per la bruixa, que dona la seva vida per l'home que estimava.

## Repartiment
- Vittorio Gassman – Brancaleone da Norcia
- Adolfo Celi – Rei Boemond
- Stefania Sandrelli – Tiburzia da Pellocce
- Beba Lončar – Berta d'Avinyó
- Gigi Proietti – Mort
- Lino Toffolo – Panigotto
- Paolo Villaggio – Thorz
- Gianrico Tedeschi – Pantaleo
- Sandro Dori – Rozzone
- Shel Shapiro – Zenone

## Premis i nominacions
Va obtenir la Targa d'Oro per Mario Cecchi Gori i el Premi Sant Sebastià d'interpretació masculina per Vittorio Gassman al Festival Internacional de Cinema de Sant Sebastià 1971. També fou nominada a dos Nastro d'Argento (millor actor protagonista i millor actor no protagonista).